# Empara Rosselló Ghiloni
Empara Rosselló Ghiloni, ballarina, coreògrafa, artista i directora de cinema, és una creadora multidisciplinar se s'ha situat dins de la tradició surrealista i la coreografia experimental de Catalunya. És una de les pioneres de la dansa contemporània a Catalunya i exponent de l'avantguarda catalana, posterior a Joan Brossa, Carles Santos, Albert Vidal o Cesc Gelabert, havent sigut aquests dos últims els seus mestres.

## Trajectòria artística
Empar Rosselló va estudiar dansa clàssica i posteriorment es va decantar cap a la dansa contemporània, de la mà d'Albert Vidal i Cesc Gelabert. L'any 1977 va participar en la I Mostra de Dansa Independent organitzada per Anna Maleras i Hermann Bonnín amb la seva primera obra Antra. Aquell mateix any va viatjar a Nova York, on gràcies a Carles Santos va relacionar-se amb diferents membres del moviment avantguardista Fluxus. Així, va col·laborar a l'òpera Gem Duck d'Alison Knowles juntament amb Malcolm Goldstein i Philip Corner, entre d'altres.
L'any 1978 va començar la recerca sobre el "SMER Sistemes de moviment", que es va allargar fins a l'any 1982, un mètode que incorpora diferents sistemes de moviment cos-ment, utilitzant el cos des d'on es desenvolupa la consciència global. Va impartir tallers de formació i el 1979 va fundar la seva pròpia companyia, amb la qual va fer més d'una quinzena d'espectacles fins al 1996. El seu treball era una fusió entre diverses arts d'origen català: la mística de Verdaguer, la simbologia popular del país, etc.
A partir d'aquest període, va fer nombroses creacions artístiques en l'àmbit del teatre i la dansa, tant a Europa com als Estats Units, posteriorment Àfrica del Nord i Àfrica Sub-sahariana fins a l'actualitat.
A principis dels anys 90, la seva connexió entre els lames tibetans i amb altres arrels filosòfiques i espirituals la va ajudar a desenvolupar les seves capacitats psíquiques donant un to molt personal a les seves creacions, plenes d'erotisme, de sentit lúdic i de carácter dramàtic, sense deixar mai de banda el sentit de l'humor amb un missatge d'esperança i felicitat. L'any 1993 va crear l'espectacle Coloratures per a cinta magnètica amb Xavier Albertí, que va presentar a la Fira de Tàrrega.
L'any 2009 va formar la companyia Empar/a Rosselló (Mer), dirigida per la mateixa artista, que ha actuat amb les seves múltiples creacions tant al seu propi espai al Raval (Espai SMER) com a diferents museus de Catalunya i festivals internacionals, produint la seva òpera prima cinematogràfica, Color de la Innocència, estrenada al Festival de cinema d'autor de Girona l'any 2014 i presentada a la Filmoteca de Catalunya durant l'any 2015.
Des de l'any 2010 la seva activitat s'ha centrat en la difusió de diferents espectacles al teatre Toursky de Marsella, a la EarUp! Gallery de Nova York, a la Casa Burattini de Reggio de l'Emilia, a la GlogauAir de Berlín, a l'Arts Santa Mònica de Barcelona i al Festival Art as a research d'Ottersberg entre d'altres.
L'any 2003 Empar Rosselló va obtenir el Premi FAD Sebastià Gasch per la seva "llarga trajectòria de creació contemporània i particular a l’espai escènic més petit de la ciutat".

## Arts escèniques
- Coloratures per a cinta magnètica[11]
- Inger Permutacions (1997-1998)[18]
- Una òpera en un vaixell (2003)[19]
- Anarcàdium, al fons a mà esquerra (2004)[20]
- El cant de la Sibila, un ritual per deu dones (2004)[21]
- Desonkumba. Amb la mort als tacons (2004)[22][23]
- Gloria o el camí de la llibertat (2005)[24]
- El dejuni de la Dama negra (2006)[25]
- La casa de la gata (2007)[26]
- La gata amb botes se'n va a l'Àfrica (2008)[27]
- A Déu pregant i amb el taló picant (2009)
- Aware (2010)[28]
- Sol de dansa i veu. Homenatge a Carles Santos (2010)[29]
- Performance a partir de la pel·lícula El color de la innocència (2013)[30]
- Les veus després de Wagner (2013)[31]
- Els objectes també parlen (2013)[32]
- Mira!!! (2014)[33]
- Quejío i andante. Homenatge a Carmen Amaya (2016)

## Filmografia
- El color de la innocència (2008)[12]
- Bizarre (2012)[34]

## Direcció de festivals
- Ka Camina (Festival al Raval) (2007)[35][36]
- Festival internacional als llits (2012)[37]